# هارييت هابارد أير
هارييت هابارد أير (بالإنجليزية: Harriet Hubbard Ayer)‏ هي سيدة أعمال وصحفية أمريكية، ولدت في 27 يونيو 1849 في شيكاغو في الولايات المتحدة، وتوفيت في 25 نوفمبر 1903 في نيويورك في الولايات المتحدة بسبب ذات الرئة.